# 松尾町
松尾町（まつおまち）は、九十九里平野のほぼ中央に位置していた千葉県山武郡の町。
2006年（平成18年）3月27日、近隣の山武町・成東町・蓮沼村と合併して市制施行し、山武市となったため消滅した。

## 地理
山武郡の北部中央、千葉市から30km圏、成田国際空港から13kmほどの距離に位置する。 町の中央をJR総武本線と国道126号線が東西に横断、これに沿って中心市街地が存在する。
南部地域は沖積平野、北部は標高40m程度の丘陵が起伏し、森林地帯を形成する。

### 隣接していた自治体
- 山武郡：芝山町、山武町、蓮沼村、横芝町、成東町

## 歴史
明治2年（1869年）、武佐・山辺両郡で5万石余を治める柴山藩（知藩事：太田資美）によって、大堤・田越・猿尾・八田4か村の入会地に、松尾城と城下町の建設が開始される。柴山藩はもともと遠江国に領地を持つ掛川藩であったが、明治政府によって上総国に移されたので、藩の行政中心地の整備が必要であった。明治3年（1870年）11月に藩庁と知藩事邸、および城下町が一応は完成し、藩名も「松尾藩」に改められた。「松尾」の名は、太田資美のかつての居城である掛川城の別名に由来する。
松尾藩は、明治4年（1871年）7月の廃藩置県により松尾県となったが、同年11月には松尾県は木更津県に合併されて消滅した。

### 自治体沿革
- 1889年（明治22年）4月1日 - 町村制施行に伴い、田越村、大堤村、猿尾村、松尾村、八田村、祝田村、五反田村、水深、水深村が合併して武射郡松尾村が成立。
- 1897年（明治30年）4月1日 - 郡制施行に伴い、武射郡が山辺郡と統合して山武郡の所属となる。
- 1898年（明治31年）8月31日 - 町制を施行し、松尾町（初代）となる。
- 1955年（昭和30年）2月1日 - 大平村、豊岡村と合併し、改めて松尾町（2代目）を新設。
- 2006年（平成18年）3月27日 - 山武町、成東町、蓮沼村と合併して山武市を新設[1]。同日松尾町廃止。

## 町長
- 土屋俊三（1936-1940）

## 交通

### 道路

#### 高速道路
- 千葉東金道路：松尾横芝インターチェンジ

#### 国道
- 国道126号

#### 県道
- 千葉県道22号千葉八街横芝線
- 千葉県道58号松尾蓮沼線（芝山はにわ道）
- 千葉県道62号成田松尾線（芝山はにわ道）
- 千葉県道111号松尾停車場線
- 千葉県道112号成田成東線
- 千葉県道116号横芝山武線

### 鉄道
- 東日本旅客鉄道（JR東日本）
  - 総武本線：松尾駅

## 名所・旧跡・観光スポット・祭事・催事
- 権現塚古墳
- 蕪木古墳群
- 松尾城址
- 八田金刀比羅神社

## 教育
高等学校
- 千葉県立松尾高等学校

中学校
- 山武市立松尾中学校

小学校
- 山武市立大平小学校
- 山武市立松尾小学校
- 山武市立豊岡小学校